# Tupaia (genre)
Pour les articles homonymes, voir Tupaia.
Genre
Tupaia est un genre de mammifères de la famille des Tupaïdés (Tupaiidae). Il regroupe plusieurs espèces de toupayes, appelés aussi tupaïa ou tupaja, des petits animaux qui ressemblent un peu à des écureuils, mais ne sont pas des rongeurs.

## Liste d'espèces
Selon ITIS (17 déc. 2010) et Mammal Species of the World (version 3, 2005)  (17 déc. 2010) :
- Tupaia belangeri (Wagner, 1841) - Toupaye de Belanger[4], Tupaïa de Belanger[5], Tupaja de Belanger[5]
- Tupaia chrysogaster Miller, 1903 - Tupaïa de Mentawai[5], Tupaja de Mentawai[5] ou Toupaye de Mentaway[réf. souhaitée]
- Tupaia dorsalis Schlegel, 1857 - Tupaïa rayé[5], Tupaja rayé[5] ou Toupaye rayé[réf. souhaitée]
- Tupaia glis (Diard, 1820) - Toupaye commun[6], Tupaïa commun[5] ou Tupaja commun[5]
- Tupaia gracilis Thomas, 1893 - Tupaïa grèle[5], Tupaja grèle[5] ou Toupaye grêle[réf. souhaitée]
- Tupaia javanica Horsfield, 1822 - Tupaïa d'Indonésie[5], Tupaja d'Indonésie[5] ou Toupaye d'Indonésie[réf. souhaitée]
- Tupaia longipes (Thomas, 1893) - Tupaïa aux pattes longues[5], Tupaja aux pattes longues[5] ou Toupaye à pattes longues[réf. souhaitée]
- Tupaia minor Günther, 1876 - Tupaïa nain[5], Tupaja nain[5] ou Toupaye nain[réf. souhaitée]
- Tupaia moellendorffi Matschie, 1898
- Tupaia montana Thomas, 1892 - Tupaïa des montagnes[5], Tupaja des montagnes[5] ou Toupaye des montagnes[réf. souhaitée]
- Tupaia nicobarica (Zelebor, 1869) - Toupaye de Nicobar[5] ou Tupaïa de Nicobar[5]
- Tupaia palawanensis Thomas, 1894 - Tupaïa de Palawan[5], Tupaja de Palawan[5] ou Toupaye de Palawan[réf. souhaitée]
- Tupaia picta Thomas, 1892 - Tupaïa peint[5], Tupaja peint[5] ou Toupaye peint[réf. souhaitée]
- Tupaia splendidula Gray, 1865 - Tupaïa à queue rousse[5], Tupaja à queue rousse[5] ou Toupaye à queue rousse[réf. souhaitée]
- Tupaia tana Raffles, 1821 - Toupaye de Malaisie[6], Tupaïa de Malaisie[5], Tupaja de Malaisie[5]